# 田中王
田中王（たなかおう、生没年不詳）は、奈良時代の皇族。官位は従五位上・但馬守。

## 経歴
称徳朝の天平神護3年（767年）无位から従五位下に直叙され、翌神護景雲2年（768年）内礼正に任ぜられる。
光仁朝に入ると、宝亀2年（771年）丹後守として地方官に転じる。宝亀8年（777年）従五位上・右大舎人頭に叙任されいったん京官に復すが、同年10月に伊予守、翌宝亀9年（778年）2月に但馬守と再び地方官を務めている。

## 官歴
『続日本紀』による。
- 天平神護3年（767年） 正月18日：従五位下（直叙）
- 神護景雲2年（768年） 閏6月3日：内礼正
- 宝亀2年（771年） 閏3月1日：丹後守
- 宝亀8年（777年） 正月7日：従五位上。2月14日：右大舎人頭。10月13日：伊予守
- 宝亀9年（778年） 2月4日：但馬守